# Alfaroa guatemalensis
Alfaroa guatemalensis là một loài thực vật có hoa trong họ Óc chó. Loài này được (Standl.) L.O.Williams & A.R.Molina mô tả khoa học đầu tiên năm 1970.